# 安德魯·麥科勒姆
安德魯·麦科勒姆（英語：Andrew McCollum，1983年9月4日—），是一位美國天使投資人。Facebook的共同創辦人之一，現任菲洛首席執行長。

## 教育
他與聯合創始人馬克·扎克伯格和創始團隊的其他人一起就讀於哈佛大學。從2004年2月到2007年9月，他在Facebook工作。起初，他與亞當·安捷羅共同開發了一個文件共享程序，名為Wirehog。然後，麥科勒姆返回哈佛大學，於2007年畢業並獲得計算機科學學士學位。隨後，他在哈佛大學教育研究生院獲得了教育碩士學位。
麥科勒姆是哈佛隊的成員，參加了第31屆計算機協會國際大學生編程競賽在東京舉行的比賽。在地區比賽中，哈佛隊獲得了第二名的成績，僅次於麻省理工學院。

## 生涯
麥科勒姆是在線簡歷準備工具JobSpice的聯合創始人。[需要引用]他目前在New Enterprise Associates和Flybridge Capital Partners擔任常駐企業家。2014年11月20日，被宣佈為菲洛的新任首席執行官，接替克里斯托弗·索普。

## 個人生活
麥科勒姆與格雷琴·西森結婚。